# August Schmundt
Helmuth Walter Ferdinand August Schmundt (* 11. April 1855 in Mühlhausen/Thüringen; † 5. November 1910 in Metz) war ein preußischer Generalmajor.

## Leben

### Herkunft
Er war der Sohn des späteren Generalarztes II. Klasse Julius Schmundt und dessen Ehefrau Hermine, geborene Val. Der spätere preußische Generalleutnant Alwin Schmundt (1853–1940) war sein Bruder.

### Militärkarriere
Schmundt erhielt seine Ausbildung auf der Vorbereitungsschule und dem Gymnasium in Herrnstadt sowie auf dem St. Maria-Magdalena- und dem Johannes-Gymnasium in Breslau. Bereits zu dieser Zeit gab er die Militärlaufbahn als Berufsziel an. Er trat daraufhin am 1. April 1874 in das Schlesische Füsilier-Regiment Nr. 38 der Preußischen Armee ein. Dort wurde er am 12. November 1874 zum Portepeefähnrich sowie am 12. Oktober 1875 zum Sekondeleutnant befördert. Als solcher war Schmundt vom 1. Dezember 1879 bis zum 30. September 1883 Adjutant des III. Bataillons in Reichenbach. Anschließend absolvierte er für drei Jahre die Kriegsakademie. Zwischenzeitlich zum Premierleutnant befördert, fungierte Schmundt vom 1. November 1886 bis zum 8. April 1889 als Regimentsadjutant. Unter Stellung à la suite seines Regiments war er Adjutant der 2. Infanterie-Brigade in Königsberg und wurde in gleicher Eigenschaft am 24. März 1890 zur 4. Infanterie-Brigade versetzt. Am 14. Mai 1890 folgte seine Stellung à la suite des Füsilier-Regiments „von Steinmetz“ (Westfälisches) Nr. 37 sowie kurz darauf die Beförderung zum Hauptmann. Unter Entbindung von seinem Kommando als Brigadeadjutant wurde Schmundt am 20. September 1890 zum Chef der 6. Kompanie in Ostrowo ernannt. Daran schloss sich am 20. Juli 1897 seine Versetzung nach Posen als Adjutant zur 10. Division an. Unter Belassung in diesem Kommando wurde Schmundt am 10. September 1897 als Major in das Infanterie-Regiment „Graf Kirchbach“ (1. Niederschlesisches) Nr. 46 versetzt. Als Bataillonskommandeur kam er am 10. September 1898 in das Infanterie-Regiment „von Winterfeldt“ (2. Oberschlesisches) Nr. 23. Am 24. April 1904 folgte seine Versetzung als Oberstleutnant in den Stab des Metzer Infanterie-Regiments Nr. 98. Dort wurde Schmundt am 27. Januar 1907 zum Oberst befördert und am 16. Februar 1907 zum Kommandeur des 5. Lothringischen Infanterie-Regiments Nr. 144 ernannt. Am 1. August 1910 beauftragte man Schmundt mit der Führung der 68. Infanterie-Brigade in Metz und ernannte ihn am 10. September 1910 unter gleichzeitiger Beförderung zum Generalmajor zum Kommandeur dieses Großverbandes. In Ausübung seines Dienstes verstarb Schmundt kurz darauf am 5. November 1910.
Er war Inhaber des Roten Adlerordens III. Klasse mit Schleife sowie des Kronenordens II. Klasse.

### Familie
Schmundt war mit Margarete, geborene Fromme verheiratet. Aus der Ehe ging der spätere deutsche Admiral Hubert Schmundt (1888–1984) hervor.